# 루트비히 2세 (바이에른)
루트비히 2세(독일어: Ludwig II, 1845년 8월 25일 ~ 1886년 6월 13일)는 바이에른 왕국의 국왕이다. 광인왕이라 불리기도 한다.

## 생애
뮌헨의 님펜부르크 궁전에서 막시밀리안 2세 국왕과 마리 폰 프로이센의 첫째 아들로 태어났다. 호엔슈방가우성에서 어린 시절을 보냈으며, 1864년 3월 10일에는 부왕의 서거와 함께 19세의 나이로 왕위를 계승했다. 1867년 1월에는 바이에른 공작 막시밀리안 요제프의 다섯째 딸인 조피 인 바이에른과 약혼하였으나 파혼했다.
예술적인 감성이 뛰어났었으며, 평생 독신으로 살면서 화려한 성을 짓는데 몰두해 3개의 성을 지었는데 노이슈반슈타인성을 건축했으나 완공(1892년)을 보지 못하고 1886년에 폐위되고 만다. 루트비히 2세는 자신이 죽으면 성을 폭파시키라고 명령했지만 지켜지지 않았다. 그외에도 프랑스 부르봉 왕조의 트리아농 궁전을 본떠 만든 린더호프성과 프랑스의 베르사유 궁전을 모방하여 지은 헤렌킴제가 있다. 이 건물들 중에 린더호프 궁전만 완공되었고, 실용성이 없는 없는 성들을 짓는데 막대한 예산이 소요되어 바이에른의 재정에 적지 않은 부담을 주게 된다.
오페라에도 관심이 많았는데 특히 리하르트 바그너의 열렬한 팬이었다. 즉위하자 바그너를 바이에른으로 불러왔고, 왕국내의 부정적 여론에도 불구하고 그가 중요한 작품들을 쓸 수 있도록 계속해서 후원했다. 그가 지은 성들도 바그너의 오페라에서 영감을 얻은 것이다.
이전부터 정사에 무관심했던 루트비히 2세는1880년대부터 은둔생활을 하며 건축에만 광적으로 몰입하다 1886년 6월 8일에는 궁정 의료진에 의해 정신 질환자로 분류되어 폐위당했다. 뮌헨 근처의 베르크성에 거처하던 중, 폐위 5일 뒤인 6월 13일 슈타른베르크호(당시의 호수명은 뷔름세(Würmsee))에서 익사체로 발견되었다. 장신인 그가 얕은 물에서 익사했다는 점에서 암살 의혹이 있다. 바이에른의 왕위는 그의 동생인 오토가 승계받았다.